# Huấn luyện viên xuất sắc nhất mùa Giải bóng đá Ngoại hạng Anh

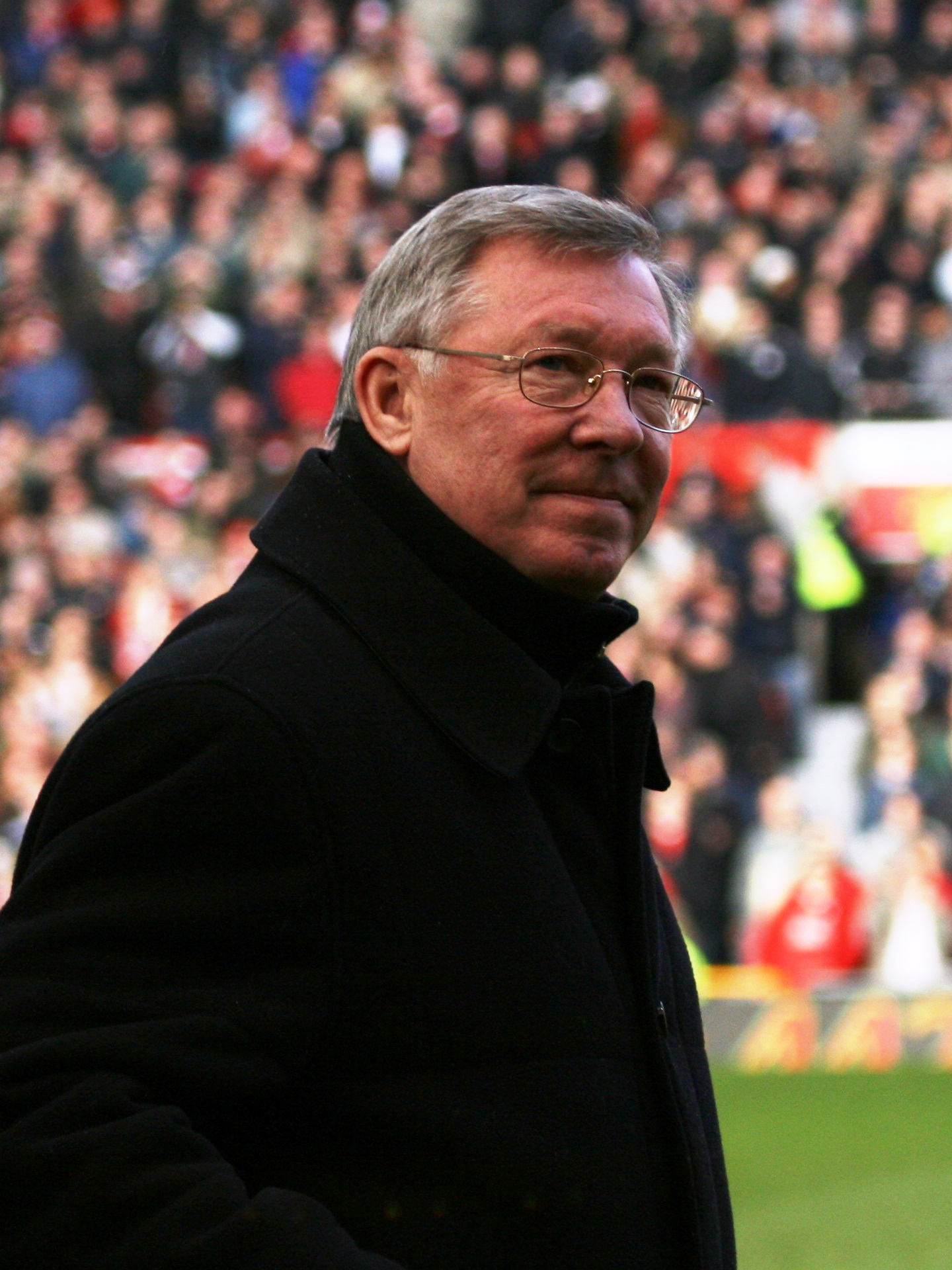
Sir Alex Ferguson đã giành danh hiệu này 11 lần

Danh hiệu Huấn luyện viên xuất sắc nhất mùa giải tại Giải bóng đá Ngoại hạng Anh là 1 giải thưởng dành cho các huấn luyện viên, nhằm chọn ra huấn luyện viên xuất sắc nhất để nhận giải thưởng. Huấn luyện viên được chọn giành giải thưởng theo sự bầu chọn từ phía nhà tài trợ (hiện tại: Barclays) và được công bố vào tuần thứ 2 hoặc thứ ba của tháng. Còn với mục đích tài trợ, từ 1994-2001 gọi là huấn luyện viên xuất sắc nhất năm của Carling; từ 2001-2004, huấn luyện viên Barclaycard của năm; năm 2013, gọi là Huấn luyện viên xuất sắc nhất mùa của Barclays.
Premier League thành lập năm 1992, khi các câu lạc bộ chuyên nghiệp của giải hạng nhất tách ra. Các câu lạc bộ thành lập một ban về việc đàm phán các thỏa thuận phát sóng và tài trợ. Mùa khai mạc chưa có nhà tài trợ chính thức, cho đến khi Carling đồng ý tài trợ trong 4 năm với mức phí 12 triệu bảng từ mùa giải 1993-94. Đó là mùa đầu tiên Carling giới thiệu huấn luyện viên xuất sắc nhất tháng và xuất sắc nhất mùa giải. Cùng với giải thưởng Huấn luyện viên xuất sắc nhất năm của Hiệp hội huấn luyện viên giải đấu. Alex Ferguson là vị huấn luyện viên đầu tiên nhận giải thưởng này, khi ông cùng Manchester United lên ngôi vô địch Giải bóng đá Ngoại hạng Anh.
Ferguson là huấn luyện viên giành nhiều danh hiệu này nhất với 11 lần khi được trao vào mùa 2012-13. Arsène Wenger là huấn luyện viên không phải người Anh đầu tiên giành được giải thưởng này và còn giành thêm danh hiệu này trong 2 lần nữa cùng với Arsenal. José Mourinho là huấn luyện viên duy nhất không phải Alex Ferguson giành được danh hiệu này trong 2 mùa liên tiếp. George Burley giành danh hiệu này vào mùa giải 2000-01, khi giúp cho Ipswich Town đứng ở vị trí thứ 5 sau khi lên hạng từ mùa giải trước. Harry Redknapp giúp Tottenham cán đích ở vị trí trong top 4 sau 20 năm, ở mùa giải 2009-10, và Alan Pardew mùa 2011-12, đã giúp cho Newcastle United đứng ở vị trí cao nhất trong 9 năm. Mùa giải 2013-14, Tony Pulis trở thành huấn luyện viên xứ Wales đầu tiên giành danh hiệu này.

## Lịch sử

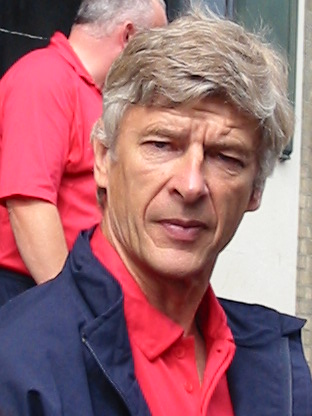
Arsène Wenger, vô địch năm 1998, 2002 và 2004 cùng Arsenal

Huấn luyện viên đầu tiên nhận được giải thưởng này là Alex Ferguson, khi ông cùng với Man Utd giành chức vô địch Premier League mùa giải thứ 2 liên tiếp. Kenny Dalglish giành giải thưởng này mùa bóng 1994-95 khi giúp Blackburn Rovers giành chức vô địch đầu tiên sau 81 năm. Mặc dù thua Liverpool ở vòng cuối nhưng đội bóng của ông này vẫn giành chức vô địch khi Man Utd không thể đánh bại West Ham cùng ngày. Manchester United đã giành lại chức vô địch mùa bóng 1995-96 sau khi vượt qua đội cạnh tranh với họ là Newcastle United và họ bảo vệ thành công chức vô địch mùa giải sau, giúp Ferguson giành danh hiệu này 2 lần liên tiếp.
Arsène Wenger là huấn luyện viên không phải người Anh đầu tiên giành được giải thưởng trên, vào mùa bóng 1997-98 khi giúp cho Arsenal giành chức vô địch, mùa đầu tiên của ông ở câu lạc bộ. Thành tích này của Arsenal một phần nhờ vào giai đoạn mà Arsenal hơn đối thủ Manchester United 12 điểm. Sau đỉnh điểm thành công của Manchester United mùa bóng 1998-99, Alex Ferguson lại giành danh hiệu này lần thứ năm của ông cho chức vô địch cùng Man United. Họ đánh bại Tottenham ở lượt trận cuối cùng và vô địch lần thứ 5 trong 7 mùa giải. Sau đó một tuần họ giành được cú ăn ba (bao gồm vô địch Premier League, FA Cup và UEFA Champions League). Mùa bóng sau Ferguson lại giành được danh hiệu này khi lại giúp Manchester Uinted vô địch với khoảng cách 18 điểm đến đội xếp sau Arsenal.
Huấn luyện viên của Ipswich Town Geogre Burley là người giành danh hiệu này mùa bóng 2000-01, đây là lần đầu tiên danh hiệu không được trao cho huấn luyện viên của đội vô địch. Ipswich vừa mới giành quyền lên hạng từ giải hạng nhất mùa bóng trước, đã đứng ở vị trí thứ 5 và có một suất dự cúp UEFA. Burley vượt qua Ferguson, người đã cùng Manchester United giành chức vô địch thứ 3 liên tiếp và Gérard Houllier, huấn luyện viên của Liverpool đã giúp cho đội bóng này vào trận chung kết Champions League.
Wenger đã giành lại danh hiệu này khi giúp Arsenal giành chức vô địch trong mùa bóng 2001-02 với 14 chiến thắng liên tiếp vào cuối mùa và giành danh hiệu này vào mùa bóng ấy Ferguson giành giải thưởng này mùa bóng sau đó khi cùng với Man Utd giành chức vô địch thứ 8. Wenger là huấn luyện viên giành danh hiệu này mùa bóng 2003-04 khi giúp Arsenal có một mùa giải bất bại. Phản ánh về thành tích này, một phát ngôn viên của Barclaycard nói: "Arsene Wenger là một người rất xứng đáng để nhận giải thưởng này và đã đưa đội của mình vào lịch sử. Arsenal đã chơi thứ bóng đá tấn công hấp dẫn trong suốt mùa giải và hoàn thành mùa giải bất bại là một kỳ tích mà có thể không được lặp lại trong 100 năm nữa".
Huấn luyện viên của Chelsea, José Mourinho giành danh hiệu này mùa bóng 2004-05 khi giúp Chelsea giành chức vô địch đầu tiên sau 50 năm. Chelsea kết thúc mùa giải với kỷ lục của giải đấu, 95 điểm và hơn đội nhì bảng Arsenal 12 điểm, ghi được 72 bàn và để thủng lưới 15 bàn. Mourinho đã giành giải thưởng này lần thứ hai liên tiếp ở mùa giải sau và trở thành huấn luyện viên nước ngoài đầu tiên làm được điều này khi Chelsea giành chức vô địch Premier League lần thứ hai liên tiếp. Ferguson giành danh hiệu này trong ba mùa liên tiếp: 2006-07,; 2007-08; 2008-09, khí cùng với Man Utd kể từ khi giành chức vô địch thứ 8 vào mùa bóng 2002-03, trải qua 4 năm không giành được chức vô địch giải đấu, đã vô địch mùa 2006-07 và trong hai mùa bóng tiếp theo họ đã bảo vệ thành công chức vô địch. Huấn luyện viên của Tottenham, Harry Redknapp đã giành danh hiệu này vào mùa bóng 2009-2010 sau khi giúp Tottenham giành vị trí thứ tư để dự Champions League mùa bóng tiếp theo. Tháng 5 năm 2011, Ferguson giành danh hiệu này lần thứ 10 vào mùa bóng 2010-11 khi giúp Man United lập kỉ lục giành 19 chức vô địch Anh. Tháng 5 năm 2012, Alan Pardew giành danh hiệu này khi giúp Newcastle United đứng ở vị trí thứ 5 - vị trí cao nhát của họ trong 9 năm. Tháng 5 năm 2013, Ferguson giành danh hiệu này lần thứ 11 khi giúp Man United lập kỉ lục giành 20 chức vô địch Anh.

## Danh hiệu

### Theo huấn luyện viên

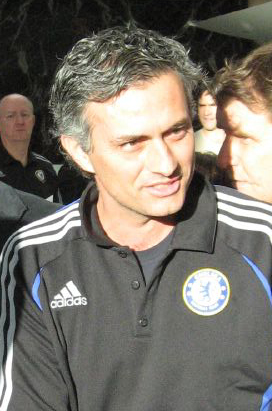
José Mourinho vô địch 2 lần liên tiếp cùng Chelsea.

| Mùa bóng  | Huấn luyện viên    | Quốc tịch   | Câu lạc bộ        | Chú thích     |
| --------- | ------------------ | ----------- | ----------------- | ------------- |
| 1993–94   | Alex Ferguson (1)  | Scotland    | Manchester United | [ 22 ]        |
| 1994–95   | Kenny Dalglish     | Scotland    | Blackburn Rovers  | [ 23 ]        |
| 1995–96   | Alex Ferguson (2)  | Scotland    | Manchester United | [ 22 ]        |
| 1996–97   | Alex Ferguson (3)  | Scotland    | Manchester United | [ 22 ]        |
| 1997–98   | Arsène Wenger (1)  | Pháp        | Arsenal           | [ 24 ]        |
| 1998–99   | Alex Ferguson (4)  | Scotland    | Manchester United | [ 22 ]        |
| 1999–2000 | Alex Ferguson (5)  | Scotland    | Manchester United | [ 22 ]        |
| 2000–01   | George Burley      | Scotland    | Ipswich Town      | [ 6 ]         |
| 2001–02   | Arsène Wenger (2)  | Pháp        | Arsenal           | [ 24 ]        |
| 2002–03   | Alex Ferguson (6)  | Scotland    | Manchester United | [ 22 ]        |
| 2003–04   | Arsène Wenger (3)  | Pháp        | Arsenal           | [ 24 ]        |
| 2004–05   | José Mourinho (1)  | Bồ Đào Nha  | Chelsea           | [ 25 ]        |
| 2005–06   | José Mourinho (2)  | Bồ Đào Nha  | Chelsea           | [ 25 ]        |
| 2006–07   | Alex Ferguson (7)  | Scotland    | Manchester United | [ 22 ]        |
| 2007–08   | Alex Ferguson (8)  | Scotland    | Manchester United | [ 22 ]        |
| 2008–09   | Alex Ferguson (9)  | Scotland    | Manchester United | [ 22 ]        |
| 2009–10   | Harry Redknapp     | Anh         | Tottenham Hotspur | [ 26 ]        |
| 2010–11   | Alex Ferguson (10) | Scotland    | Manchester United | [ 22 ]        |
| 2011–12   | Alan Pardew        | Anh         | Newcastle United  | [ 20 ]        |
| 2012–13   | Alex Ferguson (11) | Scotland    | Manchester United | [ 21 ] [ 22 ] |
| 2013–14   | Tony Pulis         | Wales       | Crystal Palace    | [ 27 ]        |
| 2014–15   | José Mourinho (3)  | Bồ Đào Nha  | Chelsea           | [ 25 ]        |
| 2015–16   | Claudio Ranieri    | Ý           | Leicester         | [ 28 ]        |
| 2016–17   | Antonio Conte      | Italy       | Chelsea           | [ 29 ]        |
| 2017–18   | Pep Guardiola (1)  | Tây Ban Nha | Manchester City   | [ 30 ]        |
| 2018–19   | Pep Guardiola (2)  | Tây Ban Nha | Manchester City   | [ 31 ]        |
| 2019–20   | Jürgen Klopp (1)   | Đức         | Liverpool         | [ 32 ]        |
| 2020–21   | Pep Guardiola (3)  | Tây Ban Nha | Manchester City   | [ 33 ]        |
| 2021–22   | Jürgen Klopp (2)   | Đức         | Liverpool         | [ 34 ]        |
| 2022–23   | Pep Guardiola (4)  | Tây Ban Nha | Manchester City   | [ 35 ]        |
| 2023–24   | Pep Guardiola (5)  | Spain       | Manchester City   | [ 36 ]        |

### Số danh hiệu theo quốc gia

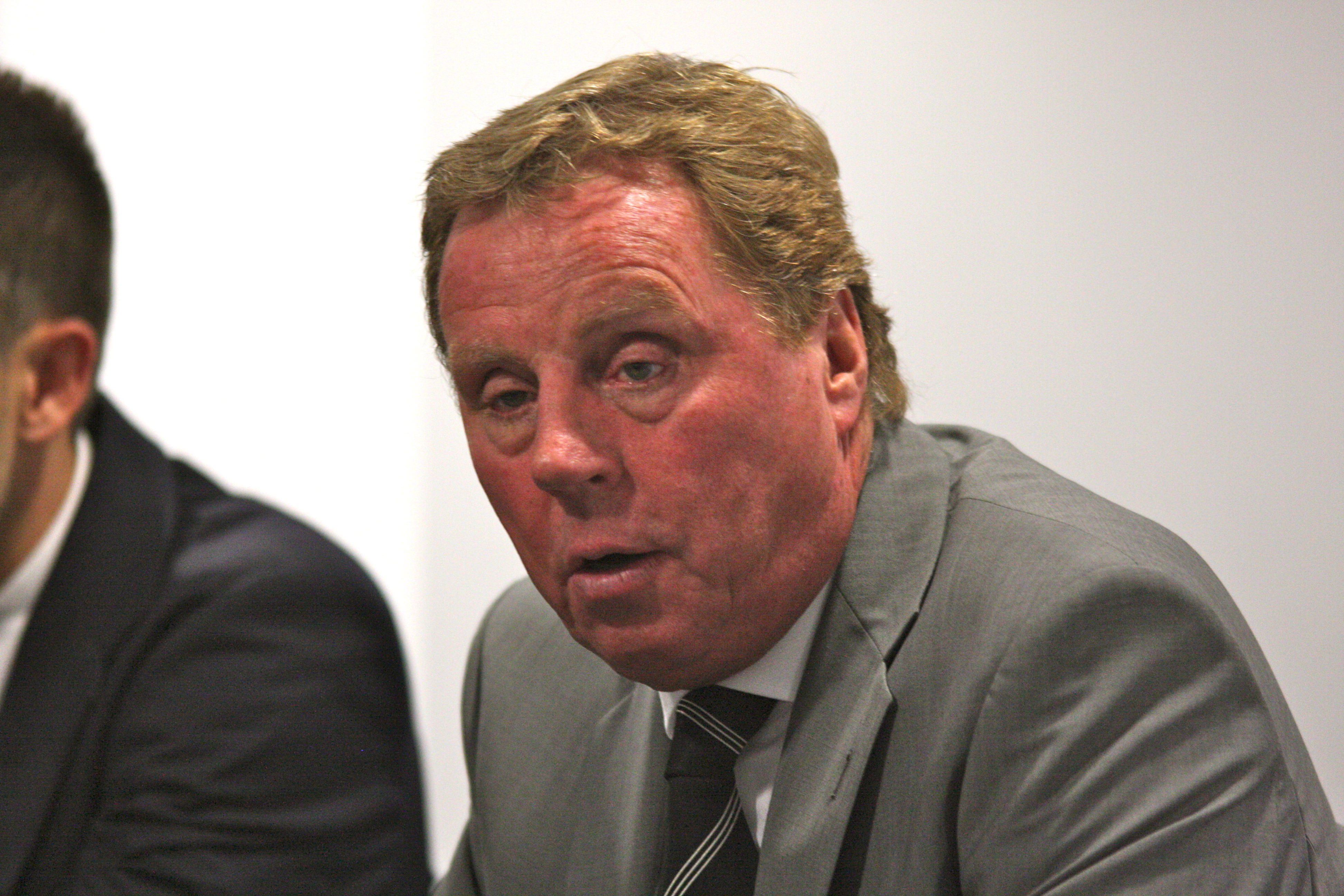
Harry Redknapp, người giành danh hiệu này năm 2010

| Quốc gia    | Các huấn luyện viên | Số lần |
| ----------- | ------------------- | ------ |
| Scotland    | 3                   | 13     |
| Tây Ban Nha | 1                   | 5      |
| Pháp        | 1                   | 3      |
| Bồ Đào Nha  | 1                   | 3      |
| Anh         | 2                   | 2      |
| Đức         | 1                   | 2      |
| Ý           | 2                   | 2      |
| Wales       | 1                   | 1      |

### Số danh hiệu theo câu lạc bộ
| Câu lạc bộ        | Huấn luyện viên | Tổng cộng |
| ----------------- | --------------- | --------- |
| Manchester United | 1               | 11        |
| Chelsea           | 2               | 4         |
| Manchester City   | 1               | 4         |
| Arsenal           | 1               | 3         |
| Liverpool         | 1               | 2         |
| Blackburn Rovers  | 1               | 1         |
| Crystal Palace    | 1               | 1         |
| Ipswich Town      | 1               | 1         |
| Leicester City    | 1               | 1         |
| Newcastle United  | 1               | 1         |
| Tottenham Hotspur | 1               | 1         |